# Blandine Boulekone
Blandine Boulekone, née Blandine Marchand à Montromant en 1946, est une infirmière vanuataise engagée sur des enjeux de santé publique et de droits des femmes.

## Biographie
Né française en France métropolitaine, elle grandit en milieu rural en Nouvelle-Calédonie. Après des études d'infirmerie, elle travaille à l'hôpital à Nouméa. Elle rencontre et épouse Vincent Boulekone, étudiant en droit et autochtone francophone venu des Nouvelles-Hébrides. Le couple s'installe à Port-Vila aux Nouvelles-Hébrides en 1973 et Blandine Boulekone y travaille au dispensaire puis à l'hôpital, où elle devient infirmière chef, tandis que son époux entre en politique. Avec l'indépendance des Nouvelles-Hebrides qui deviennent le Vanuatu en 1980, elle est employée comme responsable de l'éducation sanitaire au ministère de la Santé.
Sa tâche étant d'« instaurer un système d’éducation sanitaire au Vanuatu », elle fonde notamment l’Association de la Santé pour les Familles du Vanuatu (ASFV, en anglais : Vanuatu Family Health Association, ou VFHA), qui œuvre à travers les diverses îles du pays. Elle a également été la directrice exécutive de la branche vanuataise de Transparency International, et membre fondatrice du Conseil national des Femmes (Vanuatu National Council of Women, ou VNCW), dont elle est ensuite la présidente de 2012 à 2014,. Elle est naturalisée vanuataise en 1990.
Elle reçoit en 2014 le prix Femme 3000 Entrepreneur de la part du Sénat français, et en 2016 elle est faite chevalier de l'ordre national de la Légion d'honneur par la France.